# Ganesh Chaturthi
Pour les articles homonymes, voir Ganesh (homonymie).
Ganesh Chaturthi (गणेशचतुर्थी (Gaṇeśacaturthī) en sanskrit, « La quatrième de Ganesh ») est une fête indienne au cours de laquelle le Seigneur Ganesh, fils de Shiva et de Pârvatî, est vénéré.
Elle est également connue sous les noms de Vinayaka Chaturthi ou Vinayaka Chavithi en sanskrit, canarais, tamoul ou télougou, et de Ganeshotsav (गणेशोत्सव) en marathe.
Cette fête importante est célébrée dans les communautés indiennes et hindoues partout dans le monde et est reconnue, notamment en France dans l’Inventaire du patrimoine culturel immatériel.

## Célébration

### En Inde
Cette fête, de nos jours célébrée dans toute l'Inde, est particulièrement populaire dans l'État du Maharashtra (Bombay, Pune). Ganesh Chaturthi a lieu pendant le mois de Badhra ou Bhādrapad, sixième mois du calendrier hindou, qui correspond environ à la période du 20 août au 15 septembre du calendrier grégorien. La fête dure toujours un nombre impair de jours, jusqu'à onze, voire treize.
Le premier jour de la célébration, les Indiens, après s'être baignés en signe de purification, vont acheter une représentation de Ganesh, que l'on trouve de toutes tailles (de quelques centimètres à plusieurs mètres de hauteur) et la rapportent en procession chez eux, où elle est installée sur un autel et décorée. L'idole est alors conservée plusieurs jours pendant lesquels des prières sont récitées matin et soir à son intention, et des offrandes (notamment des sucreries) lui sont faites.
Le dernier jour de la célébration, les statues sont portées en procession vers le lieu de leur immersion (mer, lac, rivière, réservoirs d'eau creusés pour l'occasion, voire un seau d'eau...) par les dévots qui scandent en marathe « Ganapati bappa morya ! Mangal moorti morya ! » (« Père Ganapati, reviens-nous ! Toi qui portes chance, reviens-nous ! ».
Ganesh Chaturthi est aujourd'hui une célébration religieuse et populaire majeure en Inde en raison de sa mise en valeur par le réformateur social et activiste indépendantiste indien Bal Gangadhar Tilak,. Assistant au premier défilé publique (connu) de Ganesh Chaturthi en 1893 à Pune, Lokmanya Tilak contribue à la massification de Ganesh Chaturthi, qui était jusqu'alors une célébration de dimension limitée au foyer ou au temple, en une célébration publique permettant de populariser la cause indépendantiste et de fédérer la communauté hindoue par-delà ses divisions internes,.

### Hors de l'Inde

#### Royaume-Uni
Ganesh Chaturthi est célébré au Royaume-Uni par la diaspora indienne. La Hindu culture and Heritage Society, UK, basée à Southall l'a célébré pour la première fois en 2005 à Londres au Vishwa Hindu Temple[réf. souhaitée]. Une autre célébration à Southend-on-Sea rassemble plus de 15 000 personnes.

#### France
À Paris, le temple Sri Manicka Vinayakar Alayam organise depuis 1996 la fête de Ganesh. Elle se traduit par un grand défilé dans le quartier de la Chapelle, appelé « Little Jaffna » (ou couramment « Little India » parmi le public non sri-lankais), composé de milliers de fidèles hindous et de deux chars décorés et fleuris, dont un devant accueillir la statue en bronze dorée de Ganesh. Les fidèles sont chargés de faire des offrandes pour obtenir la protection du dieu.
Ces offrandes sont présentées sous la forme de petites corbeilles de fruits, et notamment de noix de coco, qui ont une signification toute particulière lors de cette fête.
Les participants au défilé sont habillés de vêtements colorés de style indien, mais le plus important est qu’ils doivent défiler pieds nus.
La procession se fait en musique et en incantations. Les fidèles récitent des mantras, petites phrases sacrées destinées au Dieu. Des instruments traditionnels accompagnent ces invocations, notamment le nagaswaram, instrument à vent, et le tavil, instrument à percussion.
La fête de Ganesh à Paris n'est cependant pas concomitante avec les célébrations du Ganesh Chaturthi en Inde. La fête parisienne est organisée sur d'autres dates, généralement au mois d'août, afin de ne pas occasionner de contraintes aux riverains. Elle s'apparente plus à une fête de temple (கோவில் திருவிழா (Kōvil tiruviḻā) en tamoul) avec son ratha yatra (procession rituelle d'un char ou ratha) mais aussi son levé de cody ou oriflamme rituel (கொடி ஏற்றுதல் (Koḍi ēṭrudal) en tamoul) et des processions de cavadee (pénitents chargés d'autels portatifs sur arceau), plutôt qu'à une célébration du Ganesh Chaturthi proprement-dite. Cependant, elle est liée et est similaire à ce dernier. 
Si Ganesh, ou Pillaiyar en tamoul, est la divinité principalement propitiée durant la célébration, celle-ci est également ponctuée par le défilé des chars de Kartikeya ou Muruga (Mourouga), tiré exclusivement par des femmes, et de Dourga.
La célébration est assez populaire parmi la plupart des communautés hindoues d'Île-de-France et de bien au-delà. Mais elle est particulièrement importante pour la communauté tamoule sri-lankaise, largement issue de demandeurs d'asile et de réfugiés ayant quitté Ceylan entre les années 1980 et 2010, alors en proie à la guerre civile. En effet, le temple organisateur, ainsi que la célébration en elle-même ont été initiés par des membres de la diaspora sri-lankaise. La fête de Ganesh constitue alors un moment de recréation ou de création d'un espace et de pratiques cultuels et culturels délaissés au pays de départ et mythifiés au pays d'accueil,,. L'association de la fête de Ganesh avec Ganesh Chaturthi est en soi une « innovation » par rapport aux coutumes et pratiques religieuses traditionnelles des tamouls sri-lankais. Vinayaka Chaturthi n'étant pas une fête religieuse historiquement célébrée au Sri Lanka, mais liée à l'histoire de la communauté locale de croyants, qui se sont affirmés et fédérés autour de sa célébration, tout en s'inscrivant dans un large réseau de l'hindouisme diasporique.
En 2009, la fête de Ganesh organisé par le Sri Manicka Vinayakar Alayam — Première fête de temple en France métropolitaine avec une procession rituelle autorisée — est reconnue par le Ministère de la Culture comme un élément constitutif de l'inventaire du patrimoine culturel immatériel en France. 

#### Espagne
En Espagne ce défilé est surtout tenu à Tenerife,,, aux îles Canaries cette région ayant la plus grande communauté indienne d'Espagne.

## Impact sur l'environnement
Traditionnellement, les idoles représentant Ganesh sont façonnées avec de l'argile prélevée à proximité du domicile des dévots et retournent à la terre par immersion dans un point d'eau proche : le cycle de la création et de la dissolution dans la nature est ainsi respecté.
Toutefois, la production d'idoles étant devenue une affaire commerciale rentable, l'argile est le plus souvent remplacée par du plâtre, plus facile à mouler, plus léger et moins coûteux. Malheureusement, le plâtre est beaucoup plus long à se dissoudre dans l'eau et ce processus entraîne le rejet d'éléments toxiques[Lesquels ?]. Par ailleurs, les peintures qui décorent les statues contiennent parfois des métaux lourds comme le mercure ou le cadmium.
L'immersion de milliers de statues fait également augmenter le niveau d'acidité de l'eau et la teneur en métaux lourds. Le lendemain de la fête, il n'est pas rare de voir des bancs entiers de poissons morts flottant à la surface des eaux[réf. nécessaire].
Plusieurs instances, gouvernementales ou non, et même religieuses[Lesquelles ?], se sont penchées sur la question et ont proposé plusieurs solutions afin de remédier à ce problème[réf. nécessaire] :
- Retour à l'utilisation traditionnelle de l'argile et immersion de l'idole dans un seau d'eau à la maison,
- Fabrication d'idoles en pierre et/ou en laiton, utilisées chaque année et immergées de façon symbolique,
- Recyclage des idoles en plâtre d'année en année,
- Interdiction d'immerger les idoles en plâtre dans les lacs, les rivières et la mer,
- Utilisation de matériaux biodégradables tels que le papier mâché,
- Amélioré méthode utilise de la farine de blé, du curcuma et du sucre en poudre pour être plus respectueux de l'environnement[14].

## Galerie

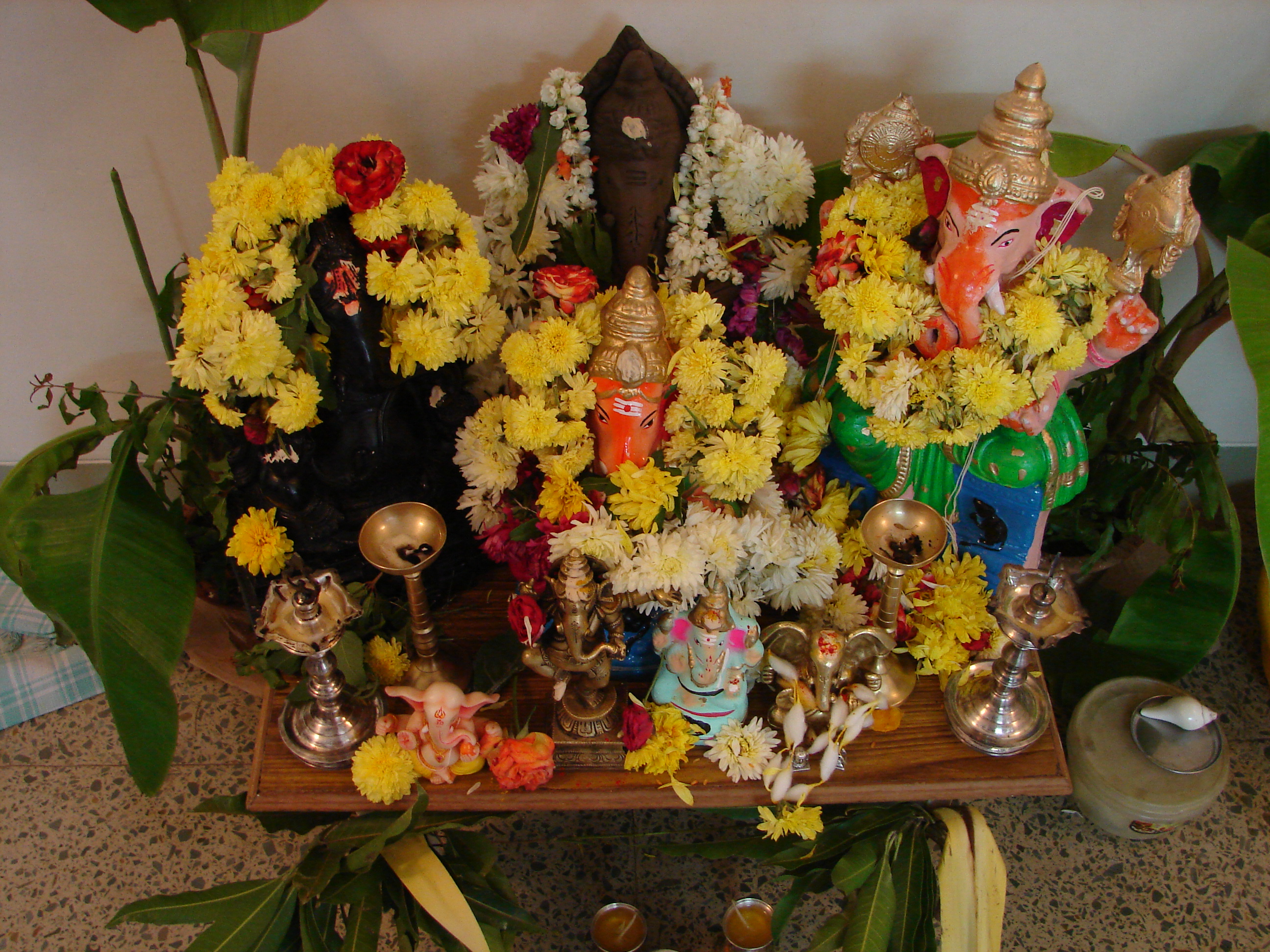
Offrandes pour Ganesh chez une famille de Bangalore.
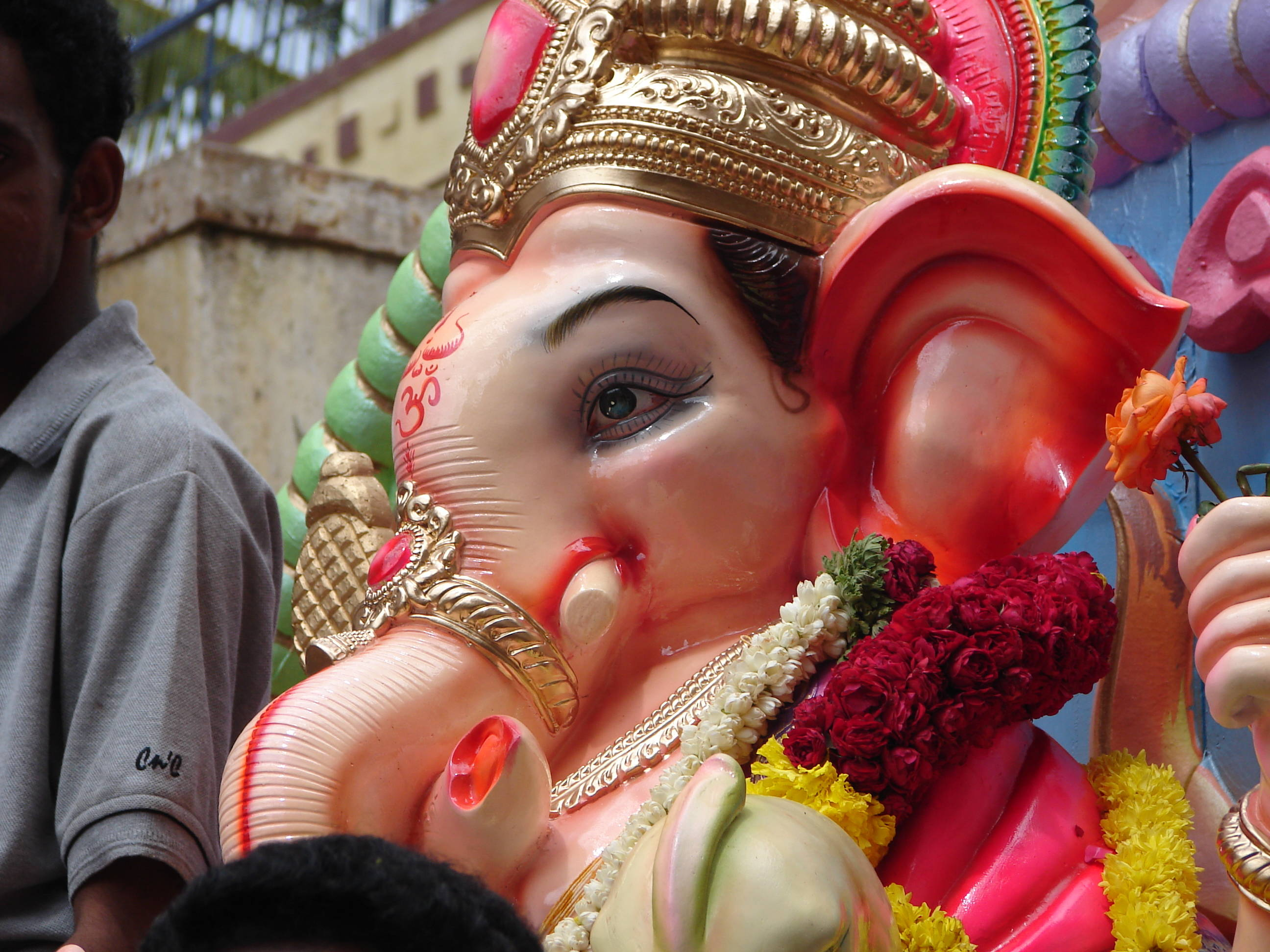
Tête d'une statue de 2 m de haut, défilant dans Bangalore
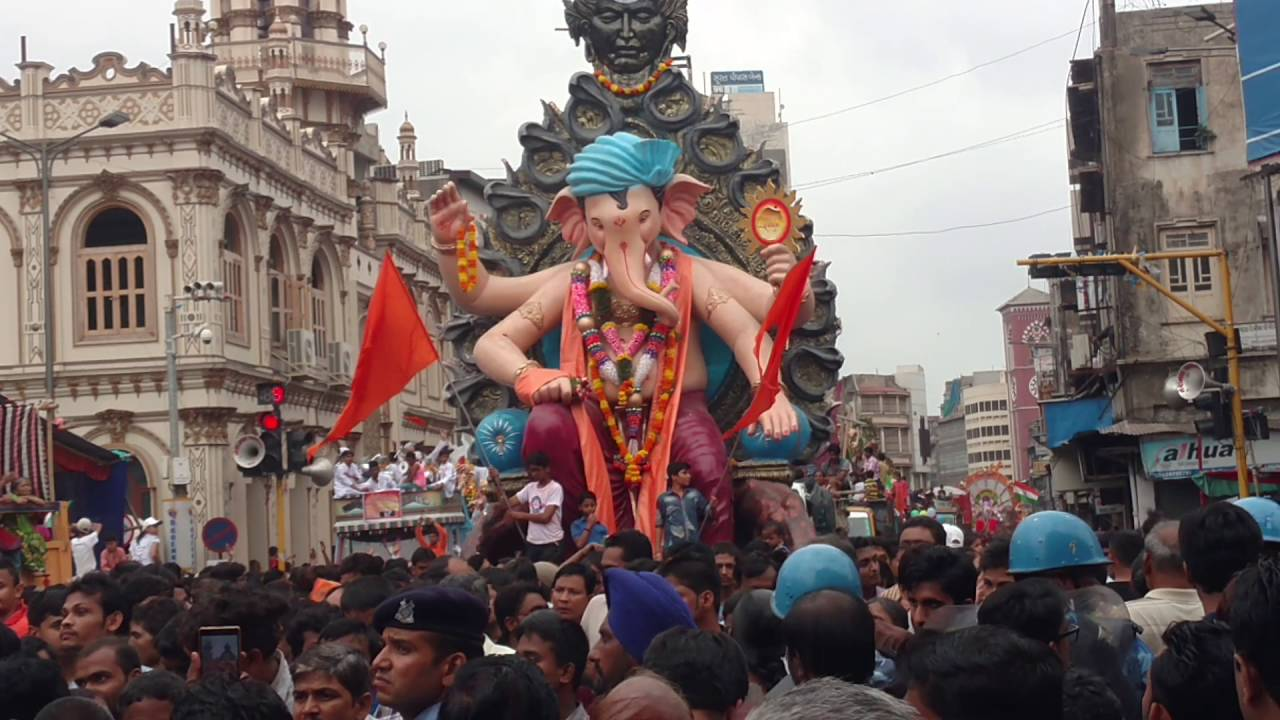
Défilé des statues de Ganesh dans le centre historique de Surate, au Goudjerat, avant le visarjan.
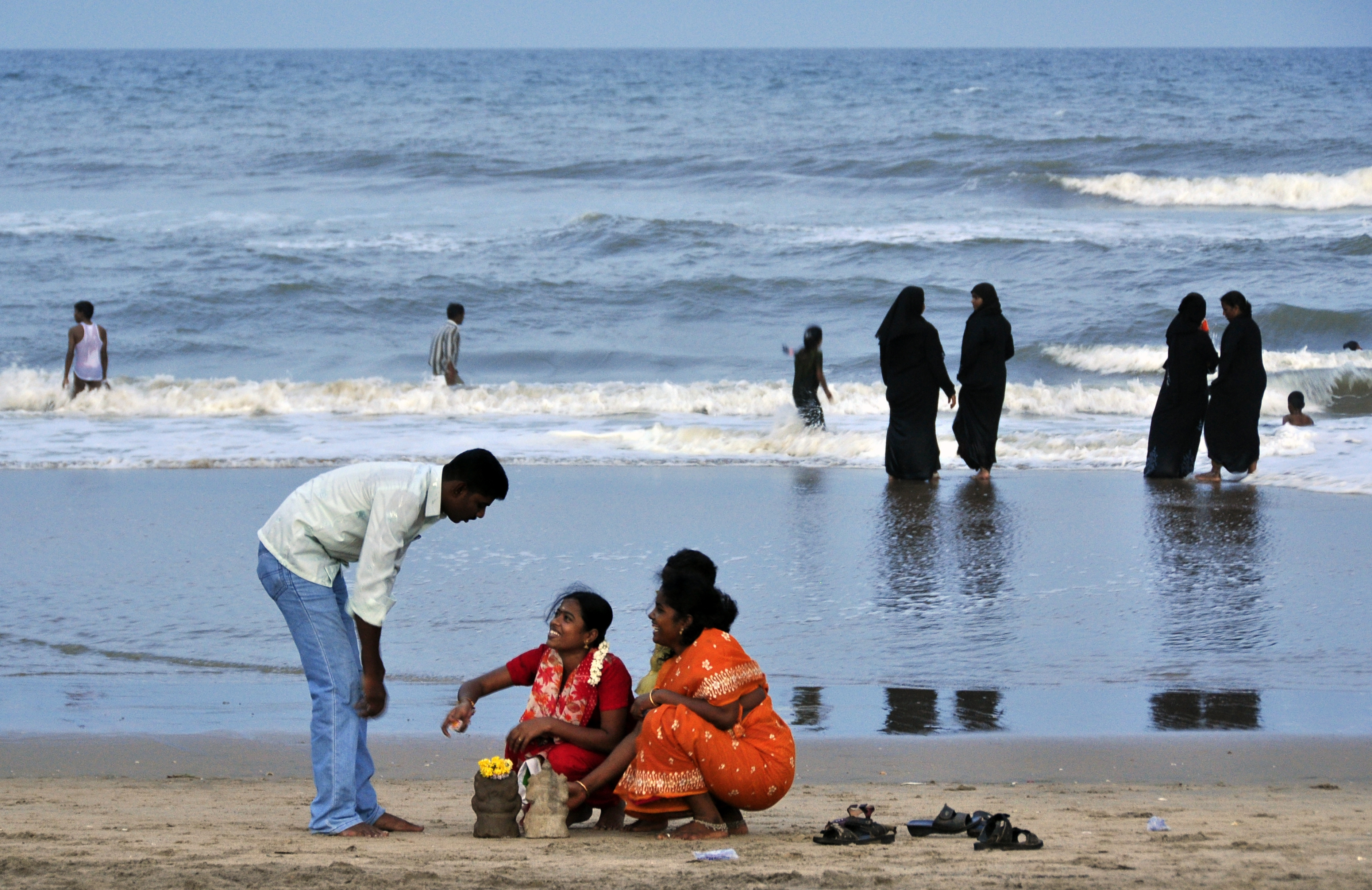
Un foyer préparant quelques rituels avant l'immersion des Ganesh, sur une plage du Tamil Nadu.
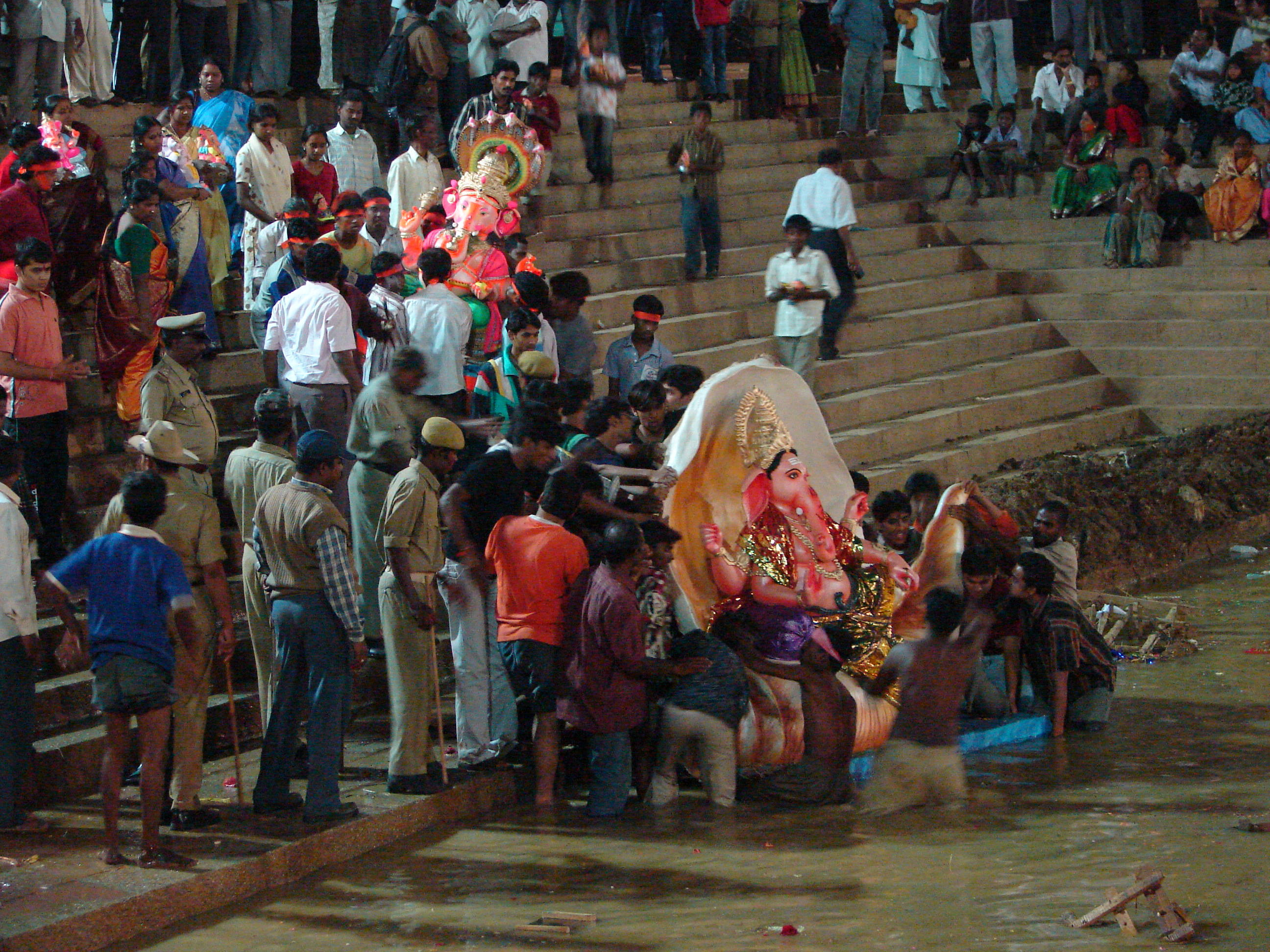
Immersions de Ganesh dans un tank ou bassin à Bangalore.
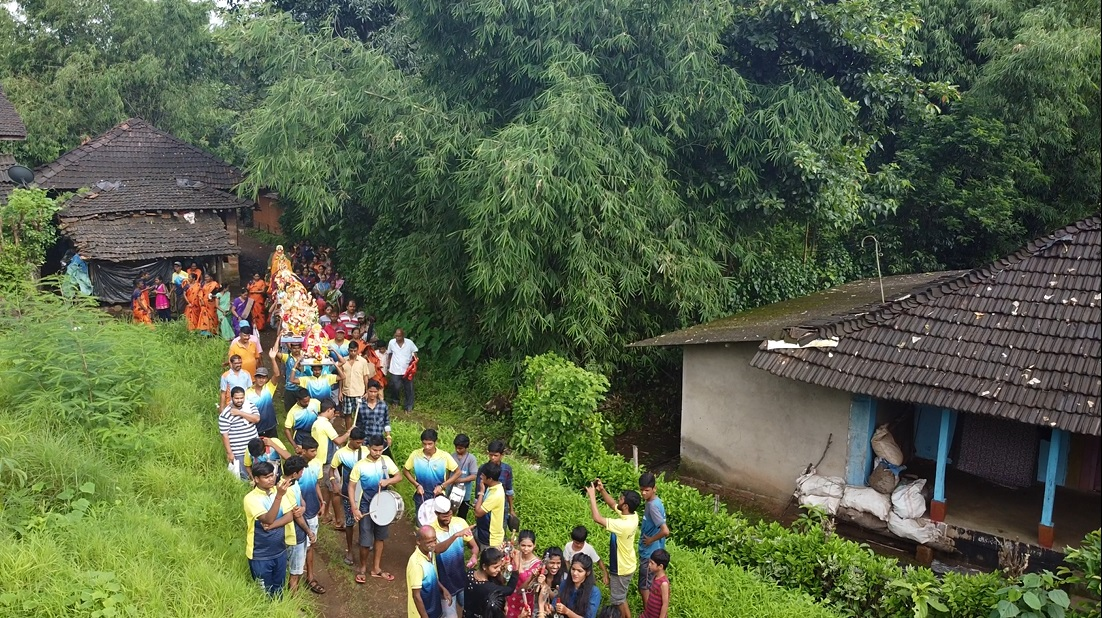
Procession de Ganesh Chaturthi dans un village du Maharashtra.
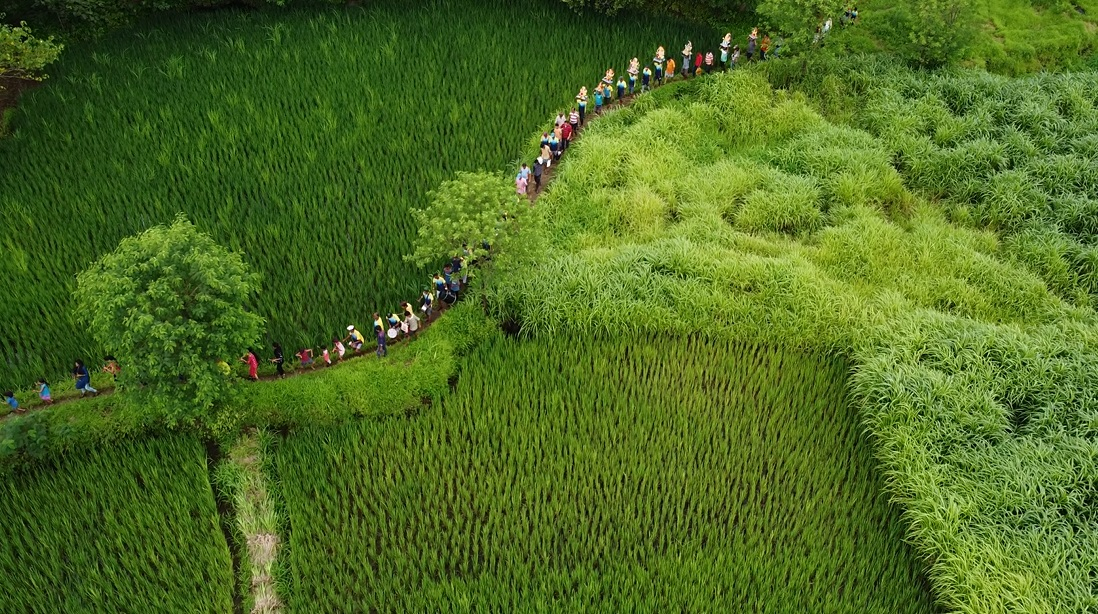
Procession en route pour l'immersion dans la campagne marathe.
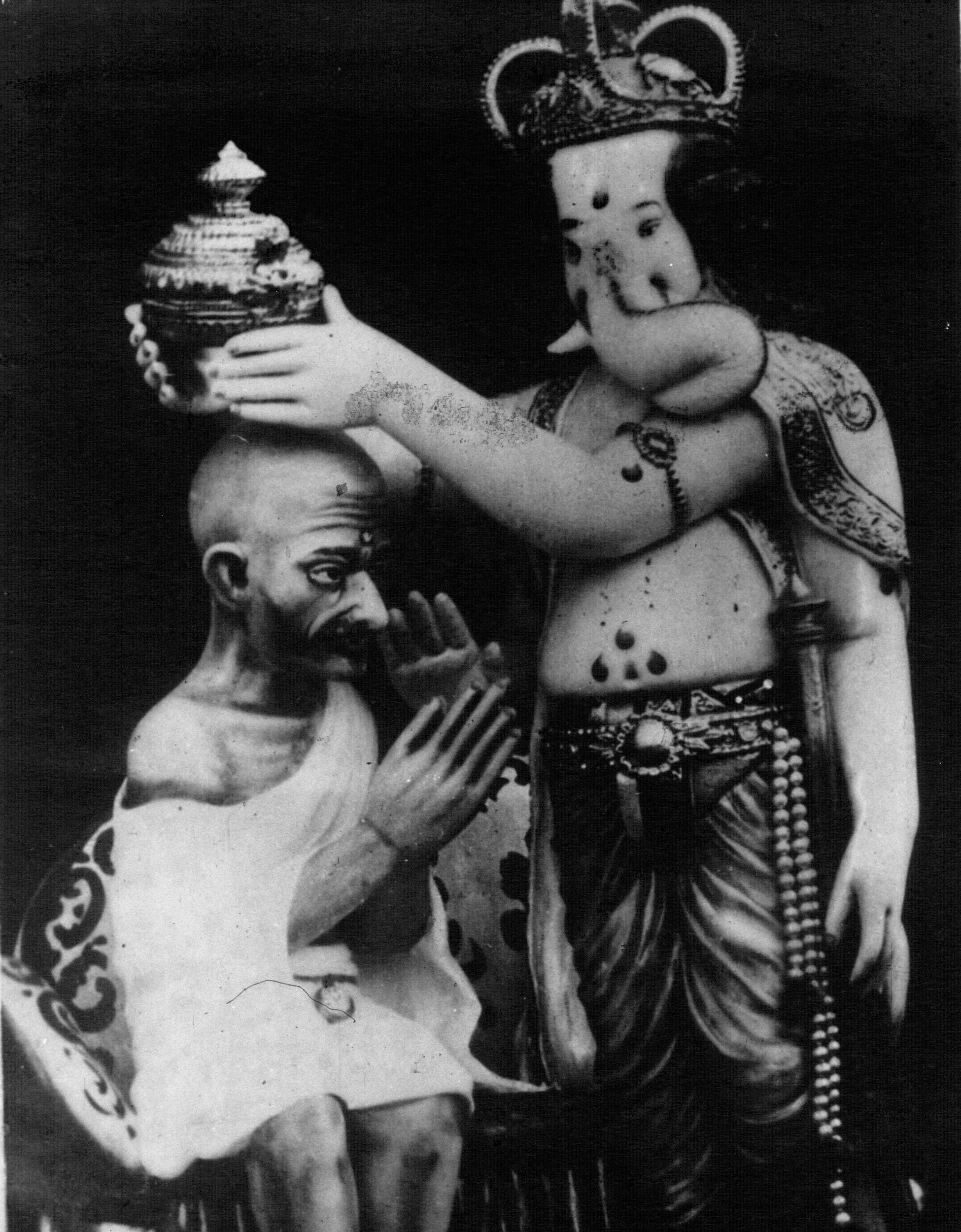
Charge de Gandhi, béni par le dieu Ganesh. Statue caricaturale réalisée à l'occasion du Chaturthi en 1932.
Carte de l'Inde signalant les régions où Ganesh Chaturthi est célébré.
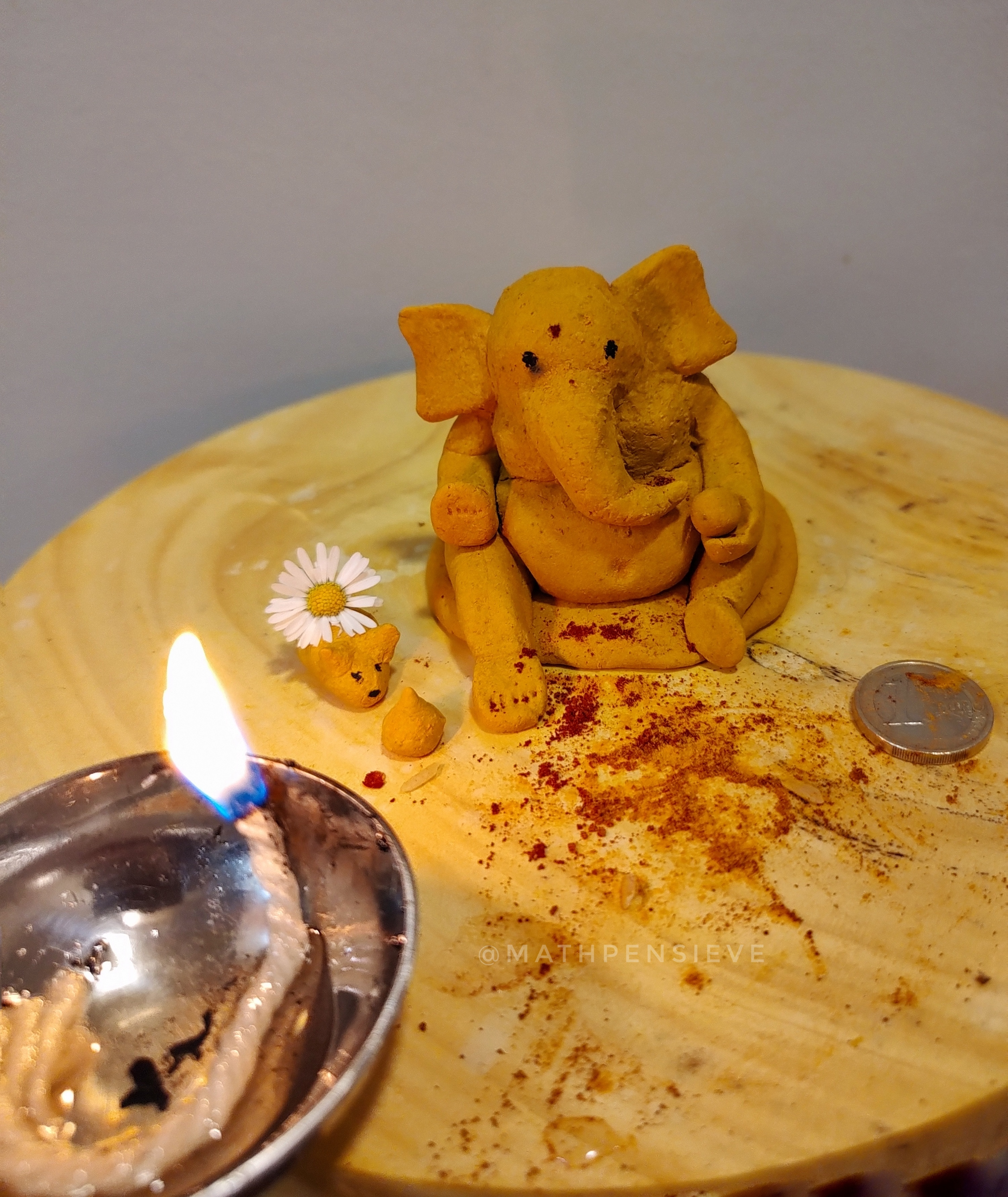
Une idole de Ganesha faite avec de la farine de blé, du curcuma et du sucre en poudre, dans un foyer parisien.